# Championnat du monde de badminton par équipes féminines 1990
Navigation
Kuala Lumpur 1988 Kuala Lumpur 1992
La 13e édition du championnat du monde de badminton par équipes féminines, appelé également Uber Cup, a lieu en mai et juin 1990 à Nagoya et Tokyo au Japon.

## Format de la compétition
42 nations participent à l'Uber Cup. À l'issue d'une phase de qualifications, 6 équipes accèdent à la phase finale où elles sont rejointes par le tenant du titre et le pays organisateur qui sont qualifiés d'office.
Ces 8 nations participantes sont placées dans 2 groupes de 4 équipes, où chacune rencontre les 3 autres. Les deux premiers se qualifient pour des demi-finales croisées.
Chaque rencontre se joue en 5 matches : 3 simples et 2 doubles qui peuvent être joués dans n'importe quel ordre (accord entre les équipes).

## Qualifications
- Qualifié pour la phase finale

### A Villach, Autriche
| Groupe A             | Groupe A | Groupe A        |
| -------------------- | -------- | --------------- |
| Tchécoslovaquie      | 3-2      | Irlande         |
| Tchécoslovaquie      | 3-2      | Norvège         |
| Irlande              | 3-2      | France          |
| Irlande              | 3-2      | Norvège         |
| Norvège              | 3-2      | France          |
| France               | 3-2      | Tchécoslovaquie |
| Groupe B             |          |                 |
| Bulgarie             | 4-1      | Islande         |
| Bulgarie             | 5-0      | Belgique        |
| Bulgarie             | 5-0      | Italie          |
| Islande              | 3-2      | Belgique        |
| Islande              | 5-0      | Italie          |
| Belgique             | 5-0      | Italie          |
| Groupe C             |          |                 |
| Allemagne de l'Ouest | 5-0      | Pays de Galles  |
| Allemagne de l'Ouest | 5-0      | Finlande        |
| Allemagne de l'Ouest | 5-0      | Hongrie         |
| Allemagne de l'Ouest | 5-0      | Suisse          |
| Pays de Galles       | 3-2      | Finlande        |
| Pays de Galles       | 5-0      | Hongrie         |
| Pays de Galles       | 5-0      | Suisse          |
| Finlande             | 3-2      | Hongrie         |
| Finlande             | 4-1      | Suisse          |
| Hongrie              | 4-1      | Suisse          |
| Groupe D             |          |                 |
| États-Unis           | 5-0      | Corée du Nord   |
| États-Unis           | 4-1      | Autriche        |
| États-Unis           | 4-1      | Espagne         |
| Corée du Nord        | 3-2      | Autriche        |
| Corée du Nord        | 5-0      | Espagne         |
| Autriche             | 5-0      | Espagne         |

| Groupe W             | Groupe W | Groupe W             |
| -------------------- | -------- | -------------------- |
| Suède                | 5-0      | États-Unis           |
| Suède                | 5-0      | Pologne              |
| États-Unis           | 3-2      | Pologne              |
| Groupe X             |          |                      |
| Pays-Bas             | 3-2      | Union soviétique     |
| Pays-Bas             | 5-0      | Tchécoslovaquie      |
| URSS                 | 5-0      | Tchécoslovaquie      |
| Groupe Y             |          |                      |
| Angleterre           | 4-1      | Allemagne de l'Ouest |
| Angleterre           | 5-0      | Canada               |
| Allemagne de l'Ouest | 3-2      | Canada               |
| Groupe Z             |          |                      |
| Danemark             | 5-0      | Écosse               |
| Danemark             | 5-0      | Bulgarie             |
| Écosse               | 3-2      | Bulgarie             |

| Demi-finales    | Demi-finales | Demi-finales |
| --------------- | ------------ | ------------ |
| Suède           | 3-2          | Pays-Bas     |
| Danemark        | 4-1          | Angleterre   |
| Troisième place |              |              |
| Pays-Bas        | 3-2          | Angleterre   |
| Finale          |              |              |
| Danemark        | NC           | Suède        |

### A Kuala Lumpur, Malaisie
| Groupe A  | Groupe A | Groupe A  |
| --------- | -------- | --------- |
| Australie | 5-0      | Singapour |
| Australie | 5-0      | Sri Lanka |
| Australie | 5-0      | Mexique   |
| Singapour | 3-2      | Sri Lanka |
| Singapour | 5-0      | Mexique   |
| Sri Lanka | 4-1      | Mexique   |
| Groupe B  |          |           |
| Inde      |          | Macao     |
| Inde      | 5-0      | Népal     |
| Macao     | 3-2      | Népal     |

| Groupe X       | Groupe X | Groupe X         |
| -------------- | -------- | ---------------- |
| Corée du Sud   | 5-0      | Australie        |
| Corée du Sud   | 5-0      | Taipei chinois   |
| Corée du Sud   | 5-0      | Malaisie         |
| Australie      | 3-2      | Malaisie         |
| Australie      | 4-1      | Taipei chinois   |
| Taipei chinois | 4-1      | Malaisie         |
| Groupe Y       |          |                  |
| Indonésie      | 5-0      | Thaïlande        |
| Indonésie      | 5-0      | Inde             |
| Indonésie      | 5-0      | Nouvelle-Zélande |
| Thaïlande      | 5-0      | Inde             |
| Thaïlande      | 5-0      | Nouvelle-Zélande |
| Inde           | 4-1      | Nouvelle-Zélande |

| Demi-finales    | Demi-finales | Demi-finales |
| --------------- | ------------ | ------------ |
| Corée du Sud    | 5-0          | Thaïlande    |
| Inde            | 5-0          | Australie    |
| Troisième place |              |              |
| Thaïlande       | 3-2          | Australie    |
| Finale          |              |              |
| Indonésie       | 3-2          | Corée du Sud |

## Tournoi final

### Pays participants
| Confédération   | Pays                               |
| --------------- | ---------------------------------- |
| Asie            | Corée du Sud Indonésie             |
| Europe          | Angleterre Danemark Suède Pays-Bas |
| Tenant du titre | Chine                              |
| Pays hôte       | Japon                              |

### Phase préliminaire

#### Groupe A
| Équipe     | J | G | P |
| ---------- | - | - | - |
| Indonésie  | 3 | 3 | 0 |
| Japon      | 3 | 2 | 1 |
| Angleterre | 3 | 1 | 2 |
| Danemark   | 3 | 0 | 3 |

| Résultats  | Résultats | Résultats  |
| ---------- | --------- | ---------- |
| Indonésie  | 5-0       | Japon      |
| Indonésie  | 5-0       | Angleterre |
| Indonésie  | 5-0       | Danemark   |
| Japon      | 5-0       | Angleterre |
| Japon      | 4-1       | Danemark   |
| Angleterre | 3-2       | Danemark   |

#### Groupe B
| Équipe       | J | G | P |
| ------------ | - | - | - |
| Corée du Sud | 3 | 3 | 0 |
| Chine        | 3 | 2 | 1 |
| Pays-Bas     | 3 | 1 | 2 |
| Suède        | 3 | 0 | 3 |

| Résultats    | Résultats | Résultats |
| ------------ | --------- | --------- |
| Corée du Sud | 5-0       | Suède     |
| Corée du Sud | 5-0       | Pays-Bas  |
| Corée du Sud | 4-1       | Chine     |
| Chine        | 5-0       | Pays-Bas  |
| Chine        | 5-0       | Suède     |
| Pays-Bas     | 3-2       | Suède     |

### Phase finale

#### Tableau
|  | Demi-finales | Demi-finales |                        |   | Finale | Finale |
|  | Demi-finales | Demi-finales |                        |   | Finale | Finale |
|  |              |              |                        |   |        |        |
|  |              |              |                        |   |        |        |
|  |              |              |                        |   |        |        |
|  | Chine        | 5            |                        |   |        |        |
|  | Chine        | 5            |                        |   |        |        |
|  | Indonésie    | 0            |                        |   |        |        |
|  | Indonésie    | 0            | Chine                  | 3 |        |        |
|  |              |              | Chine                  | 3 |        |        |
|  |              | Corée du Sud | 2                      |   |        |        |
|  | Japon        | Corée du Sud | 2                      | 0 |        |        |
|  | Japon        |              |                        | 0 |        |        |
|  | Corée du Sud | 4            |                        |   |        |        |
|  | Corée du Sud | 4            | Match pour la 3e place |   |        |        |
|  |              |              |                        |   |        |        |
|  |              |              |                        |   |        |        |
|  |              |              |                        |   |        |        |
|  | Indonésie    | 5            |                        |   |        |        |
|  | Indonésie    | 5            |                        |   |        |        |
|  | Japon        | 0            |                        |   |        |        |
|  | Japon        | 0            |                        |   |        |        |

#### Finale
| 2 juin | Chine                       | 3 - 2 | Corée du Sud                     | Score             |
| ------ | --------------------------- | ----- | -------------------------------- | ----------------- |
| SD     | Tang Jiuhong                | 1-0   | Hwang Hye-young                  | 11-4, 11-0        |
| SD     | Huang Hua                   | 1-0   | Lee Young-suk                    | 11-5, 11-7        |
| SD     | Zhou Lei                    | 1-0   | Lee Heung-soon                   | 11-5, 11-6        |
| DD     | Yao Fen / Lai Caiqin        | 0-1   | Chung Myung-hee / Chung So-young | 17-16, 5-15, 9-15 |
| DD     | Guan Weizhen / Shi Fangjing | 0-1   | Hwang Hye-young / Gil Young-ah   | 16-17, 13-15      |